# Проживальський Олег Петрович
Олег Петрович Проживальський (нар. 21 жовтня 1949, Ковель, Волинська область, Українська РСР, СРСР) — Vodafone Україна, головний виконавчий директор (CEO).

## Життєпис
Народився 21 жовтня 1949 року. Українець; дружина Валентина Григорівна (нар. 1952) — медсестра; син Сергій (нар. 1972) — інженер зв'язку; дочка Вікторія (нар. 1978) — економіст.
Освіта — Одеський електротехнічний інститут зв'язку імені О. С. Попова у 1971–1976 роках, інженер автоматичного телефонного зв'язку. Академія народного господарства при Раді Міністрів СРСР у 1986–1988 роках, провідний фахівець управління народного господарства.
- 1964–1968 — студент Львівського електротехнікуму зв'язку.
- 1968–1970 — служба в армії, Прикарпатський військовий округ.
- 1970–1974 — електромонтер, електромеханік, інженер, старший інженер Ковельського експлуатаційно-технічного вузлу зв'язку.
- 1974–1975 — начальник лінійно-технічного цеху, заступник начальника Камінь-Каширського районного вузлу зв'язку.
- 1975–1978 — начальник Волинського технічного вузла республіканських магістральних зв'язків, м. Ковель.
- 1978–1986 — головний інженер Волинського обласного виробничо-технічного управління зв'язку.
- 1986–1988 — слухач Академії народного господарства при Раді Міністрів СРСР.
- З серпня 1988 — генеральний директор виробничо-технічного об'єднання зв'язку «Вінницязв'язок».
- Квітень 1992 — серпень 1995 — міністр зв'язку України.
- 1995–1997 — консультант компанії «РТТ Телеком Нідерланди».
- 1997–1998 — перший заступник генерального директора Українського об'єднання електрозв'язку «Укртелеком».
- Квітень 2000 — серпень 2001 — заступник голови правління ВАТ «Укртелеком».
- Серпень 2001 — березень 2004 — заступник голови Державного комітету зв'язку та інформатизації України.
- Березень — серпень 2004 — перший заступник голови у зв'язках з Верховною Радою України Державного комітету зв'язку та інформатизації України.
- 2004–2008 — заступник генерального директора ЗАТ «Український мобільний зв'язок» «МТС Україна»).
- Березень — червень 2008 — заступник Міністра — директор Державного департаменту з питань зв'язку та інформатизації, з червня 2008 — заступник Міністра — директор Державного департаменту з питань зв'язку, листопад 2008 — січень 2009 — заступник Міністра — директор Державної адміністрації зв'язку, січень — липень 2009 року — заступник Міністра — голова Державної адміністрації зв'язку, Міністерство транспорту та зв'язку України.
- Потім заступник генерального директора АТ «Український мобільний зв'язок».

З березня 1997 — президент Української асоціації операторів (підприємств) зв'язку «Телас».
Почесний зв'язківець України (1997 рік). Заслужений працівник сфери послуг України (листопад 2009 року).
Володіє англійською мовою.
Захоплення: полювання, футбол, теніс.